# Torremenga
Torremenga ist ein Ort und eine Gemeinde (municipio) mit 616 Einwohnern (Stand: 2024) im Nordosten der Provinz Cáceres in der Autonomen Region Extremadura im Zentralspanien.

## Lage und Klima
Der Ort Torremenga liegt gut 30 km (Fahrtstrecke) östlich der Stadt Plasencia in einer Höhe von ca. 525 m. Wegen der Höhenlage ist das Klima gemäßigt bis warm; Regen (ca. 800 mm/Jahr) fällt hauptsächlich im Winterhalbjahr.

## Bevölkerungsentwicklung
| Jahr      | 1857 | 1900 | 1950 | 2000 | 2021 |
| Einwohner | 289  | 354  | 732  | 543  | 587  |

Der leichte Bevölkerungsrückgang seit den 1950er Jahren ist im Wesentlichen auf die Mechanisierung der Landwirtschaft, die Aufgabe bäuerlicher Kleinbetriebe („Höfesterben“) und den damit einhergehenden Verlust von Arbeitsplätzen zurückzuführen.

## Wirtschaft
Auf den steinigen Böden der Umgebung wurde vorwiegend Weidewirtschaft betrieben; wenige Felder lieferten die Grundlage für den Anbau von Weizen und anderen Feldfrüchten für die in früheren Zeiten vorwiegend als Selbstversorger lebenden Einwohner. Im Ort selbst ließen sich sukzessive Händler, Handwerker und Dienstleister aller Art nieder. Heute spielt der Tourismus eine wichtige Rolle für die Einnahmen des Ortes und seiner Bewohner.

## Geschichte
Auf dem Gemeindegebiet wurden sowohl prähistorische als auch römische und westgotische Kleinfunde gemacht; maurische Spuren fehlen hingegen. Die Region um die Stadt Plasencia wurde im 12. Jahrhundert wiederholt von christlichen Heeren angegriffen, doch die endgültige Rückeroberung (reconquista) der Region geschah erst durch Alfons VIII. von Kastilien zu Beginn des 13. Jahrhunderts. Später kam der Ort an den bei der Thronfolge übergangenen Alfonso de la Cerda († 1334), bis er schließlich zu wechselnden Grundherrschaften gehörte. Im 18. Jahrhundert erhielt er unter Karl III. seine Eigenständigkeit.

## Sehenswürdigkeiten
- Die im 16./17. Jahrhundert erbaute Iglesia de Santiago Apóstol verfügt über eine in der Region seltene, aber im Norden Altkastiliens (siehe Portikus) häufiger anzutreffende Vorhalle (portico). Der unmittelbar angrenzende Glockenturm (campanario) ist ungefähr 15 m hoch und besteht – mit Ausnahme der exakt behauenen Ecksteine – aus Bruchsteinmaterial. Das einschiffige Innere der Kirche wird von einer Holzdecke überspannt; der Altarbereich ist durch einen Chorbogen abgetrennt.
- Am Ortsrand gibt es mehrere Steinbecken, die sowohl als Viehtränke (abrevadero) als auch als Waschplatz (lavadero) genutzt werden konnten.